# Edvard Bohnstedt
Carl Edvard Ludvig Bohnstedt (i riksdagen kallad Bohnstedt i Rinkesta), född 8 oktober 1840 i Riddarhyttan, Skinnskattebergs socken, Västmanlands län, död 6 januari 1919 i Stockholm, var en svensk hovjägmästare och riksdagsman.
Bohnstedt var son till Theodor Ludvig Bohnstedt av adlesätten Bohnstedt och Hilda Cassel. Han var ledamot av riksdagens första kammare 1905-1911. Han var ledamot i bevillningsutskottet 1911.

## Utmärkelser
- Konung Oscar II:s och Drottning Sofias guldbröllopsminnestecken, 1907.[5]
- Konung Oscar II:s jubileumsminnestecken, 1897.[5]
- Kommendör av andra klassen av Vasaorden, 21 januari 1898.[6]
- Kommendör av Luxemburgska Ekkronans orden, senast 1915.[5]
- Riddare av tredje klassen av Preussiska Kronorden,